# Патриотический акт
«Патриотический акт» (англ. USA PATRIOT Act; полное наименование: Uniting and Strengthening America by Providing Appropriate Tools Required to Intercept and Obstruct Terrorism Act of 2001, «Акт „О сплочении и укреплении Америки путём обеспечения надлежащими средствами, требуемыми для пресечения и воспрепятствования терроризму“ 2001 г.») — федеральный закон, принятый в США в октябре 2001 года, который даёт правительству и полиции широкие полномочия по надзору за гражданами. Сам акроним был придуман сотрудником конгресса Крисом Сайлке (Chris Cylke).
Принят после террористических актов 11 сентября 2001 года и распространения писем со спорами сибирской язвы. Закон, в частности, расширил права ФБР по подслушиванию и электронной слежке, что многими было расценено как нарушение четвёртой поправки к конституции.
24 октября законопроект был утверждён Палатой представителей Конгресса 357 голосами против 66, Сенат США принял законопроект 98 голосами при одном голосе против. 26 октября президент Джордж Буш подписал закон. Срок действия настоящего Закона несколько раз продлевали.
Сенат США 94 голосами против двух 20.03.2007 года проголосовал за лишение американской администрации неограниченного права снимать и назначать прокуроров, предоставленного Белому дому Патриотическим актом, который был принят в сентябре 2001 года.
Как сообщает «Жэньминь Жибао» (13.06.2013), спецслужбы США следят за пользователями интернета и телефонной сети, контроль осуществляется предоставляющими им информацию крупнейшими сетевыми гигантами и сервис-провайдерами сотовой связи. В ответ на ставшую известной общественности информацию о секретной операции «Призма», плане спецслужб по слежке, президент США Барак Обама назвал критику в её адрес «спекуляцией» и отказался приносить извинения за прослушку, заявив, что она «того стоит». Он призвал общественность понимать, что «безопасность и личная информация не могут быть отделены друг от друга на 100 %, каждый должен это понимать».

## Разделы акта
- Раздел I: Укрепление внутренней безопасности в борьбе с терроризмом
- Раздел II: Усовершенствованные процедуры наблюдения
- Раздел III: Борьба с отмыванием денег в целях предотвращения терроризма
- Раздел IV: Безопасность границ
- Раздел V: Устранение препятствий для расследования терроризма
- Раздел VI: Жертвы и семьи жертв терроризма
- Раздел VII: Расширение обмена информацией в целях защиты критически важных объектов инфраструктуры
- Раздел VIII: Уголовное право, касающееся терроризма
- Раздел IX: Улучшение разведки
- Раздел X: Разное

## «Отмена» Патриотического Акта
С 2015 вместо «Патриотического акта» начал действовать Акт о свободе США, запрещающий Агентству национальной безопасности (АНБ) вести прослушивание разговоров, а также электронную слежку, и собирать информацию о гражданах США. Теперь слежка возможна только через суд. Однако, акт так и не был отменён.

### Официальные тексты
- «The USA PATRIOT Act: Preserving Life and Liberty» by the Department of Justice
- «The USA PATRIOT Act» the full text 2005 renewal
- H.R. 3199, Bill Summary and Status Архивная копия от 3 февраля 2016 на Wayback Machine
- Section-by-section summary by Senator Patrick Leahy

### Обзоры
- Прерванный Патриотический акт. Сенат отнимает у Белого дома право назначать прокуроров / Газета «Коммерсантъ» № 45 от 21.03.2007, стр. 10
- «Патриотический акт»: юридический анализ
- Прерванный Патриотический акт
- ФБР нарушило Патриотический акт
- «Патриотический акт» против конституционных прав американцев
- «Фридом Хаус» о «Патриотическом акте»
- В США утратил силу Патриотический акт 1 июня 2015